# Walter Schuck
Pour les articles homonymes, voir Schuck.
Walter Schuck, né à Frankenholz (Allemagne) le 30 juillet 1920, et mort le 28 mars 2015, est un militaire allemand qui servit dans la Luftwaffe de 1937 jusqu'à la fin de la Seconde Guerre mondiale. Avec son visage de jeune garçon, on peut difficilement imaginer que Walter Schuck fut l'un des plus grands pilotes de chasse de l'histoire, plus exactement le onzième plus grand, avec 206 victoires aériennes confirmées portées à son crédit.

## De la réserve au front arctique
Walter Schuck commence à voler sur planeur avant de rejoindre la Luftwaffe le 3 novembre 1937. Il obtient son brevet de pilote militaire à l'automne 1940 avant d'être enrôlé dans le groupe de réserve de la JG 3. Le 25 octobre cependant, le jeune Gefreiter Schuck détruit son Bf 109E-3 au décollage à Saint-Omer et se blesse légèrement dans l’aventure. Promu Unteroffizier en décembre 1940, il déménage en Scandinavie le 22 janvier 1942. Le 10 mars, le III./JG 5 est créé sous la forme de trois escadrilles, la 1.Einsatzstaffel/JG 3 de Schuck devenant 7./JG 5.
Malgré quelques engagements, Schuck n'a alors encore aucune victoire à son actif. C'est seulement en mai 1942, quand l'unité est transférée à Petsamo, sur le front russe arctique, que sa carrière commence véritablement. Sous un froid intense, le jeune homme obtient son premier succès le 15 mai 1942 en abattant un MiG-3, s'ensuivent deux autres succès le 28. Le 15 juin, il détruit 4 chasseurs soviétiques. Le 22, un doublé tard dans la soirée lui permet d'atteindre 10 victoires. Fin juillet, le III./JG 5 subit une nouvelle organisation avec le transfert de la 9./JG 5 au groupe IV ; une nouvelle 9./JG 5 est donc créée et constituée de quelques pilotes des 7 et 8./JG 5, parmi eux Walter Schuck, qui fait donc désormais partie de la 9./JG 5. À la fin de l'année, son score s'établit à 16 victoires.

## Montée en puissance
L'année 1943 qui débute ne voit pas le rythme de ses victoires ralentir, bien au contraire. Dès le 10 janvier, Schuck remporte un nouveau doublé, un P-40 et son premier Il-2 "Sturmovik". Ses deux victoires le 13 avril 1943 font grimper son total à 31. Deux mois plus tard, Schuck est crédité de 13 succès supplémentaires. Il descend 19 adversaires pour le seul mois de septembre et termine l'année avec une soixantaine de victoires.
L'année 1944 sera pour le jeune Walter l'année de tous les succès. Le 17 mars 1944, l'Oberfeldwebel Schuck descend 7 bombardiers Boston. Nouvel exploit le 7 avril lorsqu’il envoie 6 appareils ennemis au tapis portant son tableau de chasse à 81. Le lendemain, il se voit décerner la croix de chevalier de la croix de fer. En quelques mois, il va plus que doubler son score. Les 25 et 26 mai, il détruit dix machines et le 15 juin, il revendique déjà sa centième victoire. 48 heures plus tard, Schuck va connaître une autre journée faste. Ce jour-là, c'est la curée, les trois Staffel du III./JG 5 revendiquent pas moins de 65 victoires et six pilotes sont crédités de 5 à 11 victoires chacun, les 11 seront pour Walter Schuck ! Aucun autre pilote de la JG 5 ne fera jamais aussi bien. Le 1er août, il arbore les épaulettes de Leutnant et prend la tête de la 10./JG 5 après une lourde réorganisation de l'ensemble des escadres allemandes. Le 30 septembre, il devient le 616e soldat allemand à se voir proposer les feuilles de chêne, le jour de sa 171e victoire.

## De l'hélice au moteur à réaction
Il bénéficie d’une permission bien méritée en Allemagne et retourne en Norvège à la fin de l'année pour une courte période, le temps de descendre 27 adversaires jusqu'en février 1945. Schuck est alors choisi par Johannes Steinhoff pour intégrer la JG 7 équipée de Me 262 à réaction. Après une brève formation d'environ deux mois au III./EJG 2 (en), Schuck est affecté à la 3./JG 7. Passer du Bf 109 au jet est pour beaucoup de pilotes allemands une épreuve difficile. Walter Schuck, lui, est comme un poisson dans l'eau.
Néanmoins, la vitesse de pointe du 262 fait que les pilotes perdent fréquemment contact avec leur section, de ce fait beaucoup de victoires à bord de ces appareils ne seront pas confirmées faute de témoins. Le 24 mars, Schuck triomphe de deux Mustang (victoires no 199 et 200) puis un autre quatre jours plus tard. Le 7 avril, il détruit un P-38 de reconnaissance. Le 10 avril, c'est en tant que Staffelkapitän de la 3./JG 7 qu'il descend 4 B-17. Rares seront les pilotes qui parviendront à détruire autant de ces bombardiers robustes en une seule sortie. À court de carburant, il doit s'éjecter à 300 m du sol après qu'un pilote de P-51 ait mis son moteur en pièces.

## Une fin heureuse
Bien qu'indemne, ce sera son dernier vol. Le 8 mai 1945, le jour de la reddition, Walter Schuck est fait prisonnier des Anglais. Pendant la guerre, il aura effectué environ 500 missions de combat et remporté 206 victoires confirmées. Bien des années plus tard, en 2005, l'as allemand put serrer la main de l'ex Lieutenant Joseph Anthony Peterburs du 20th Fighter Group, le pilote américain qui l'avait descendu 60 ans plus tôt. Les deux hommes devinrent amis, chose commune entre aviateurs d'après-guerre.
Walter Schuck est mort de causes naturelles en Allemagne, le 28 mars 2015. Il avait 94 ans.